# 汉王镇 (徐州市)
汉王镇，是中华人民共和国江苏省徐州市铜山区下辖的一个乡镇级行政单位。

## 行政区划
汉王镇下辖以下地区：
马山村、北望村、南望村、汉王村、赵山村、虎腰村、西沿村、东沿村和班井村。